# Михин, Игорь Максимович
И́горь Макси́мович Ми́хин (18 ноября 1933, Магнитогорск — 27 августа 2001, Магнитогорск) — советский футболист, нападающий.

## Карьера
В 1952 году дебютировал за родной «Металлург (Магнитогорск)» в Чемпионате РСФСР среди команд КФК. В 1953—1954 годах выступал за челябинский «Авангард» в классе «Б», а затем до 1956 года играл в свердловской команде ОДО. В том году Михин дебютировал в классе «А». Это произошло 1 апреля в матче с московским «Спартаком». Через год перешёл в ЦСК МО, за который провёл 11 матчей и забил 1 гол. В 1958 вернулся в Челябинск, провёл сезон в «Локомотиве», а затем до 1968 года играл в магнитогорском «Металлурге».
В 1956 году принимал участие в Спартакиаде народов СССР в составе сборной РСФСР.
Скончался 27 августа 2001 года. Похоронен на Левобережном кладбище Магнитогорска.